# Congress of the People
Congress of the People (Cope) is een Zuid-Afrikaanse politieke partij. Het was van 2009 tot 2014 na het Afrikaans Nationaal Congres en de Democratische Alliantie de grootste partij van Zuid-Afrika, maar is in de verkiezingen van 7 mei 2014 gedecimeerd en op de achtste plaats beland.
De gematigd linkse partij is opgericht door voormalige leden van het ANC na een onderlinge strijd tussen de aanhangers van Thabo Mbeki en Jacob Zuma. Nadat Zuma in 2007 tot president van het ANC werd gekozen splitsten pro-Mbeki dissidenten van het ANC zich af en werd de COPE opgericht. De naam is ontleend aan een in 1955 in Bloemfontein gehouden congres waar het Vrijheidsmanifest werd aangenomen door het ANC en andere partijen. Dit vrijheidsmanifest was nadat in 1994 het ANC aan het bewind kwam een belangrijke grondslag voor de huidige grondwet. Cope stelt zich de bescherming van die grondwet tot doel. 

## Verkiezingsuitslagen sinds 2009
| Jaar | stemmen   | %     | zetels |
| ---- | --------- | ----- | ------ |
| 2014 | 123.235   | 0,67% | 3      |
| 2009 | 1.311.027 | 7,42% | 30     |